# Ziemia (powieść)
Ziemia (fr. La Terre) – powieść Émile’a Zoli, piętnasta część cyklu Rougon-Macquartowie, analiza życia na wsi francuskiej za czasów II Cesarstwa, której głównym bohaterem jest Jan Macquart. Autor powiedział o dziele: „żywy poemat ziemi”.

## Treść
Akcja utworu toczy się w Rognes, wsi w jednym z najbardziej żyznych regionów Francji – Beaucji. Jan Macquart, brat Gerwazyny z powieści W matni przybywa tam w poszukiwaniu pracy i zostaje robotnikiem rolnym na folwarku Broderie. W tym samym czasie we wsi rozgrywa się nowy podział ziemi należącej do starego chłopa Fouana, który decyduje się podzielić swoją ziemię między troje dzieci: Fanny Delhomme, Hiacynta i Buteau w zamian za opiekę. Niemal natychmiast po podpisaniu kontraktu między rodzeństwem zaczynają się spory o konkretną wysokość finansowego wsparcia dla ojca oraz o miejsce jego zamieszkania. Fouan, po śmierci żony, kolejno zamieszkuje z Fanny, Buteau, Hiacyntem i ponownie z Buteau, wszędzie traktowany jak ciężar i utrapienie.
Tymczasem Jan zakochuje się we Franciszce Mouche, której siostra Liza wychodzi za mąż za swojego stryjecznego brata Buteau. Ten ostatni, brutal seksualny, napastuje Frankę. Franciszka, mimo niechęci wsi wobec „obcego” Macquarta, zgadza się na ślub, krok ten jednak pieczętuje wrogość między młodymi a małżeństwem Buteau. Między siostrami narasta wrogość i zazdrość o dom i ziemię, tę ziemię, której namiętnie pożądają wszyscy. W swojej żądzy posiadania ziemi, małżonkowie Buteau posuwają się do zbrodni: gwałtu i zabójstwa Franciszki, wtedy już ciężarnej. Straszną niespodzianką jest dla umierającej Franciszki odkrycie, że kocha swojego szwagra, pomimo jego brutalności. Wierna więzom krwi i ziemi nie chce zapisać w testamencie domu Janowi i umiera bez słowa. Wkrótce później małżonkowie mordują także starego Fouana, który był mimowolnym świadkiem zabójstwa. Obawiając się o swoje życie i przerażony stosunkami panującymi pośród chłopów, Jan opuszcza wioskę.

## Okoliczności powstania utworu
Napisanie powieści o chłopach Zola uważał za konieczność, zaś jego zainteresowanie tym środowiskiem jeszcze wzrosło po osiedleniu się w Médan, poza miastem. Ważna była również chęć zmierzenia się z Balzakiem i równoczesnego dokończenia jego nieukończonej powieści Chłopi, wstrząsającego obrazu idealizowanej na ogół wsi. Pisarz starał się zdobyć jak najwięcej informacji o życiu wsi, głównie poprzez obserwacje mieszkańców Medanu i własne wspomnienia z rodzinnej Prowansji. Czytał również opracowania naukowe poświęcone wsi, wreszcie odbył kilkudniową podróż do Beaucji, gdzie zdecydował się osadzić akcję dzieła. Natomiast wątek starego Fouana miał swoją prostą inspirację w notatce prasowej poświęconej popełnionemu w analogicznych okolicznościach ojcobójstwu.

## Cechy utworu
Ziemia jest najbardziej brutalną częścią Rougon-Macquartów, ukazującą sceny seksu i przemocy bez żadnych osłonek. Utwór po publikacji wywołał największy skandal ze wszystkich tomów cyklu, oskarżany o niemoralność i psucie dobrego imienia francuskiej wsi. Autor świadomie zresztą sprowokował opinię publiczną, o czym świadczy napisany w 1887 r. tuż po jej publikacji list do Huysmansa, w którym Zola stwierdza, iż „rzucił książkę w gniazdo os”. Zola w utworze podjął jednak także bardziej uniwersalne tematy, nawiązując do motywu szekspirowskiego Króla Lira poprzez historię starego Fouana oraz grając z konwencją dotychczasowego ukazywania wsi jako miejsca harmonijnego, którego mieszkańcy żyją zgodnie z naturą i kultywują pierwotne wartości człowieka. Opisując krajobrazy Beaucji i mieszkających w niej ludzi oparł się na własnych doświadczeniach z podróży do tego regionu; był jednak krytykowany za to, że w czasie tej podróży rozmawiał jedynie z zamożnymi chłopami, podczas gdy w utworze pisze o właścicielach najmniejszych gospodarstw, a także za to że wymowę ideową utworu ustalił w dużej mierze z socjalistą Jules’em Guesde, który o chłopach bezpośredniego i bezstronnego poglądu mieć nie mógł.
W 1903 r. wznowienie Ziemi miało jeden z najwyższych nakładów spośród wszystkich utworów Zoli.

## Adaptacja
- Ziemia została w 1921 sfilmowana. Reżyserem dzieła był André Antoine, który zrealizował film w autentycznych krajobrazach Beaucji.